# Mikhaïl Koutouzov (croiseur)
Le Mikhaïl Koutouzov (en russe : Михаил Кутузов) est un croiseur léger du Project no. 68-bis (désignée classe Sverdlov par l'OTAN) de la Marine soviétique et plus tard de la Marine russe de la flotte de la mer Noire. Mis hors service en 2000, il est devenu en 2002 un navire musée à Novorossiïsk. Il porte le nom de Mikhaïl Koutouzov, Generalfeldmarschall de l'armée impériale russe (1745-1813).

## Historique
Le croiseur a été posé au chantier naval de la mer Noire à Mykolaïv (République socialiste soviétique d'Ukraine) le 23 février 1951 et mis en service le 30 décembre 1954. Il a rejoint la flotte de la mer Noire après sa mise en service et les essais en mer, le 31 janvier 1955. Il est aussi employé en Méditerranée. Le navire a visité la Roumanie en 1955, Split en 1956 et 1964 dans ce qui était alors la Yougoslavie, en 1956 et 1957 le croiseur était à Durrës(Albanie), en 1964 à Varna (Bulgarie) et en 1968 en Algérie.

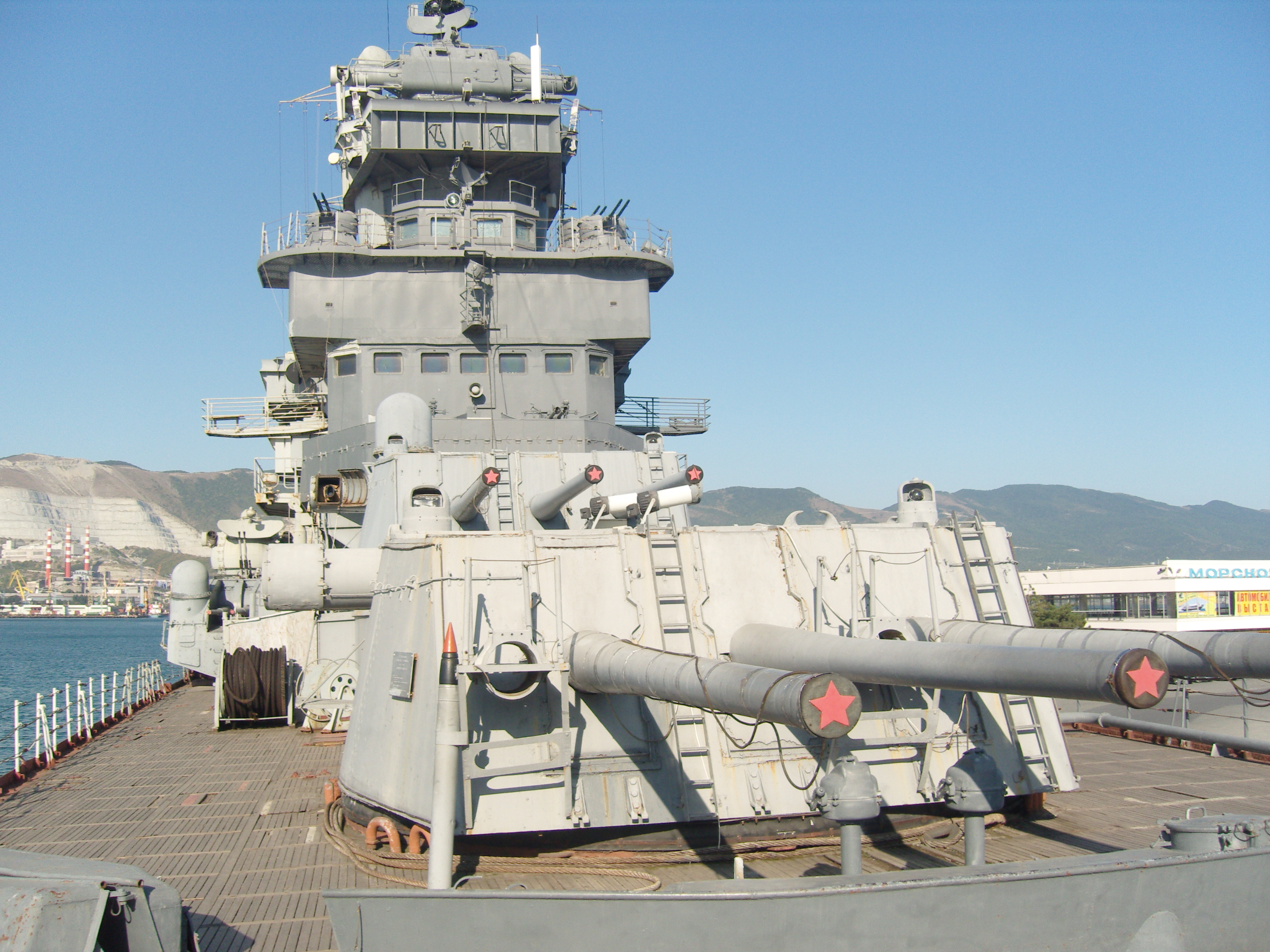
Batteries de canons de calibre 152 mm

En juin 1967, le navire était en Méditerranée orientale et a effectué des missions de combat en soutien aux forces armées égyptiennes pendant la guerre des Six jours et du 1er août au 31 décembre 1968, il a soutenu les forces armées syriennes.
Lors de l'explosion du cuirassé Novorossiysk en rade de Sébastopol, dans laquelle 608 marins ont péri, le Mikhaïl Koutouzov était le navire le plus proche de Novorossiysk et a envoyé une équipe de sauvetage de 35 hommes sur le cuirassé pour soutenir son équipage, qui leur a coûté 27 de leurs vies.
À Sébastopol, le navire a été modernisé de 1986 à 1989 au project 68A. À cet effet, les montures manuelles avec leurs canons de calibre 37 mm ont été renforcées par huit canons automatiques de calibre 30 mm AK-230. Pour ce faire, la structure du pont a été allongée à l'arrière de manière à enfermer la cheminée avant afin que quatre des armes puissent y être installées. Les quatre autres se tenaient sur une nouvelle superstructure sur l'avant du pont. Le poids des structures supplémentaires a augmenté le déplacement d'eau maximal de 16 340 tonnes à maintenant 17 790 tonnes.

### Préservation

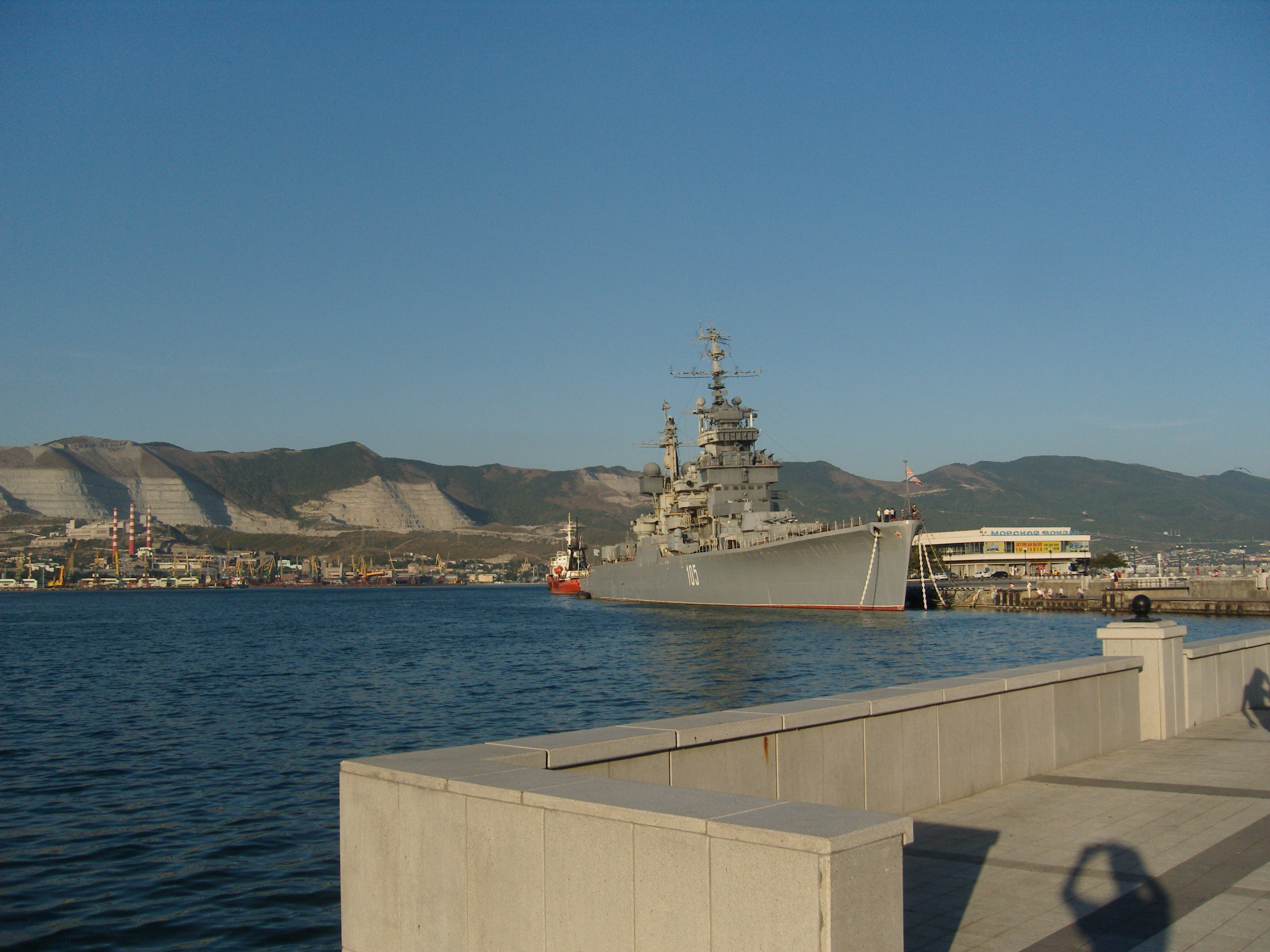
Le navire musée Mikhaïl Koutouzov dans le port de Novorossiysk

En 1987, le navire a été transféré à la flotte de réserve  puis a été désarmé le 3 juillet 1992. Du 23 au 25 août 2001, le croiseur a été transféré à la base navale de Novorossiysk et converti en navire-musée. Le 28 juillet 2002, le Mikhaïl Koutouzov, appartenant au Musée central de la Marine de Guerre de Saint-Pétersbourg, a été inauguré en tant que navire musée à Novorossiïsk.

## Galerie

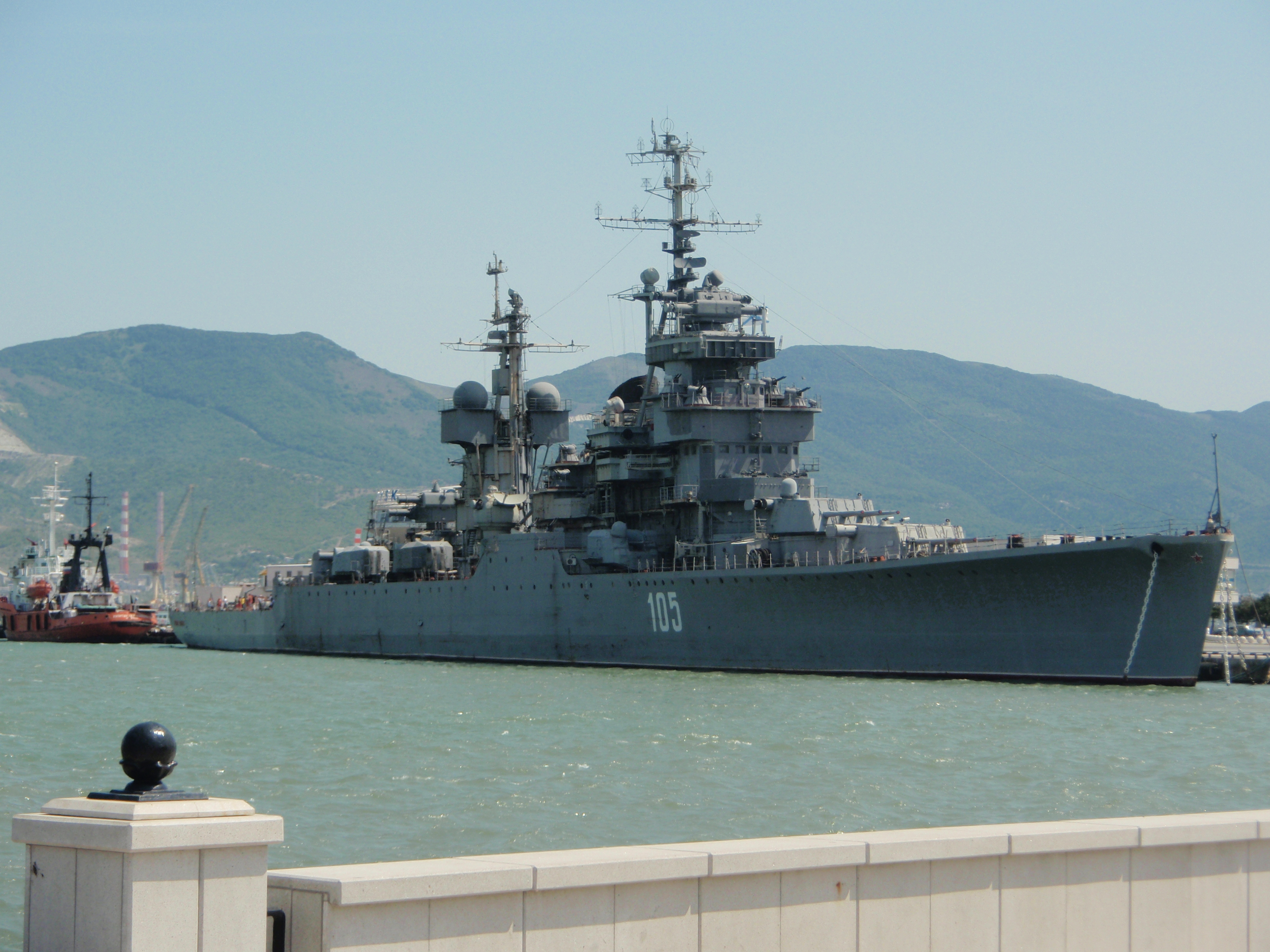
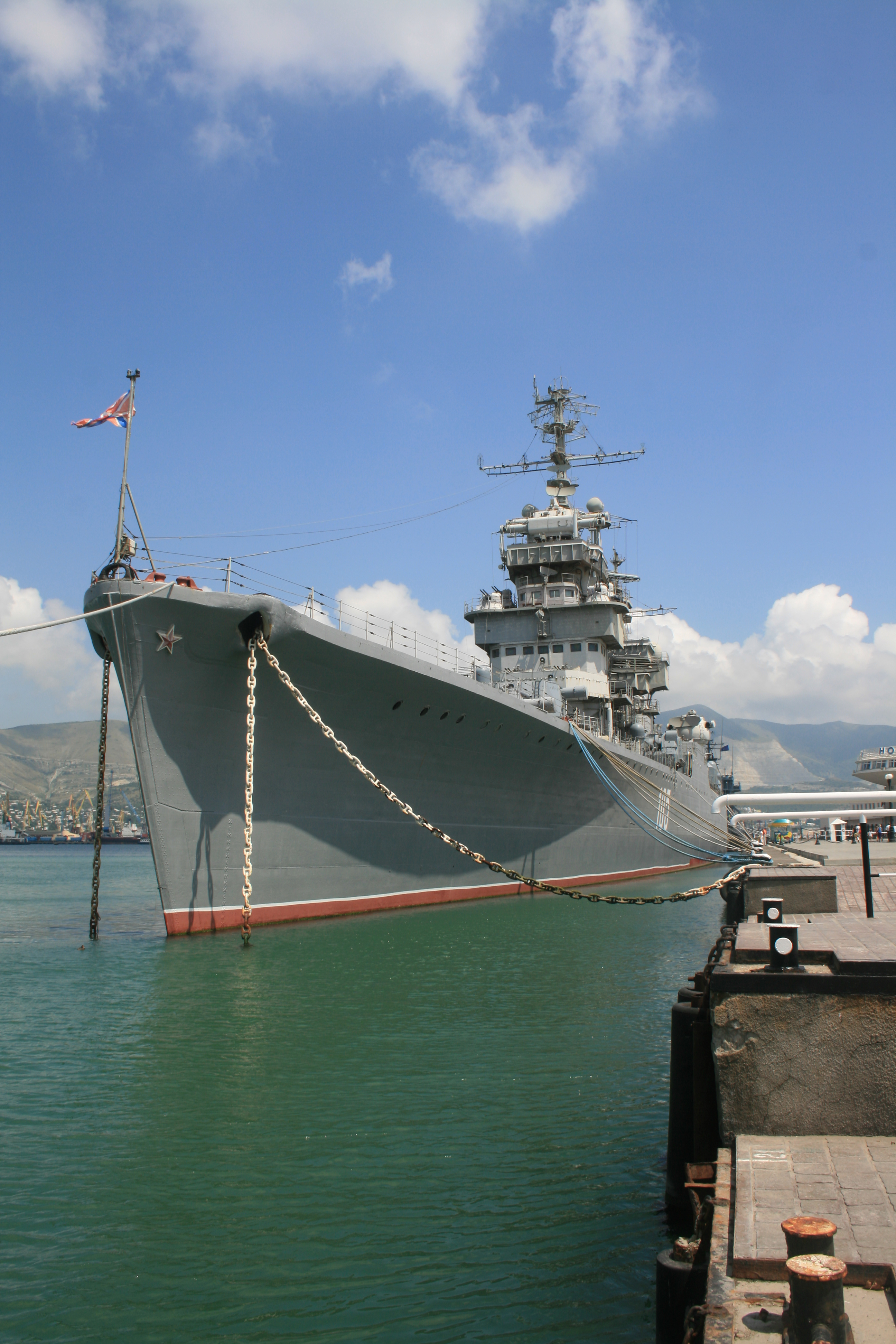
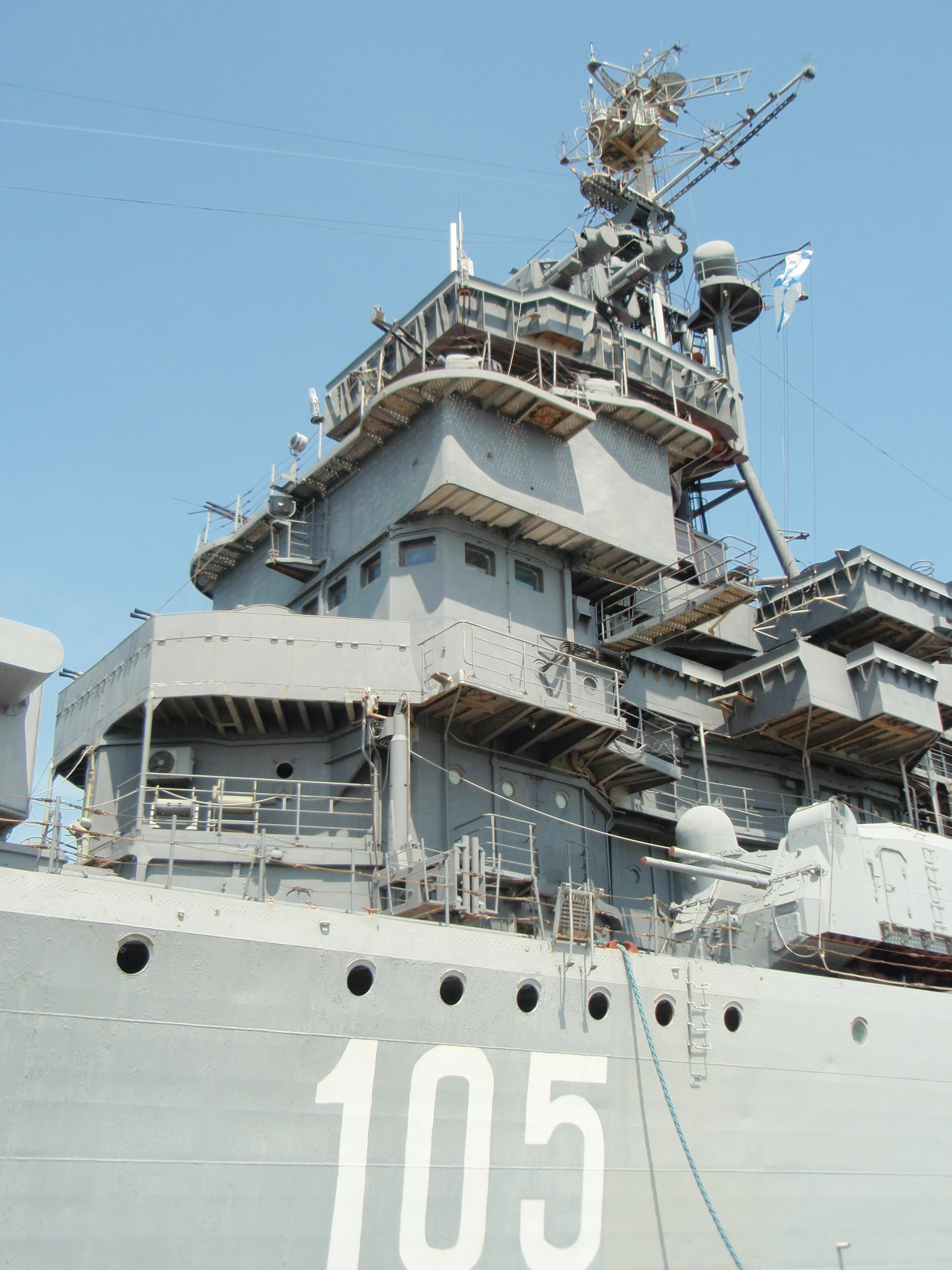
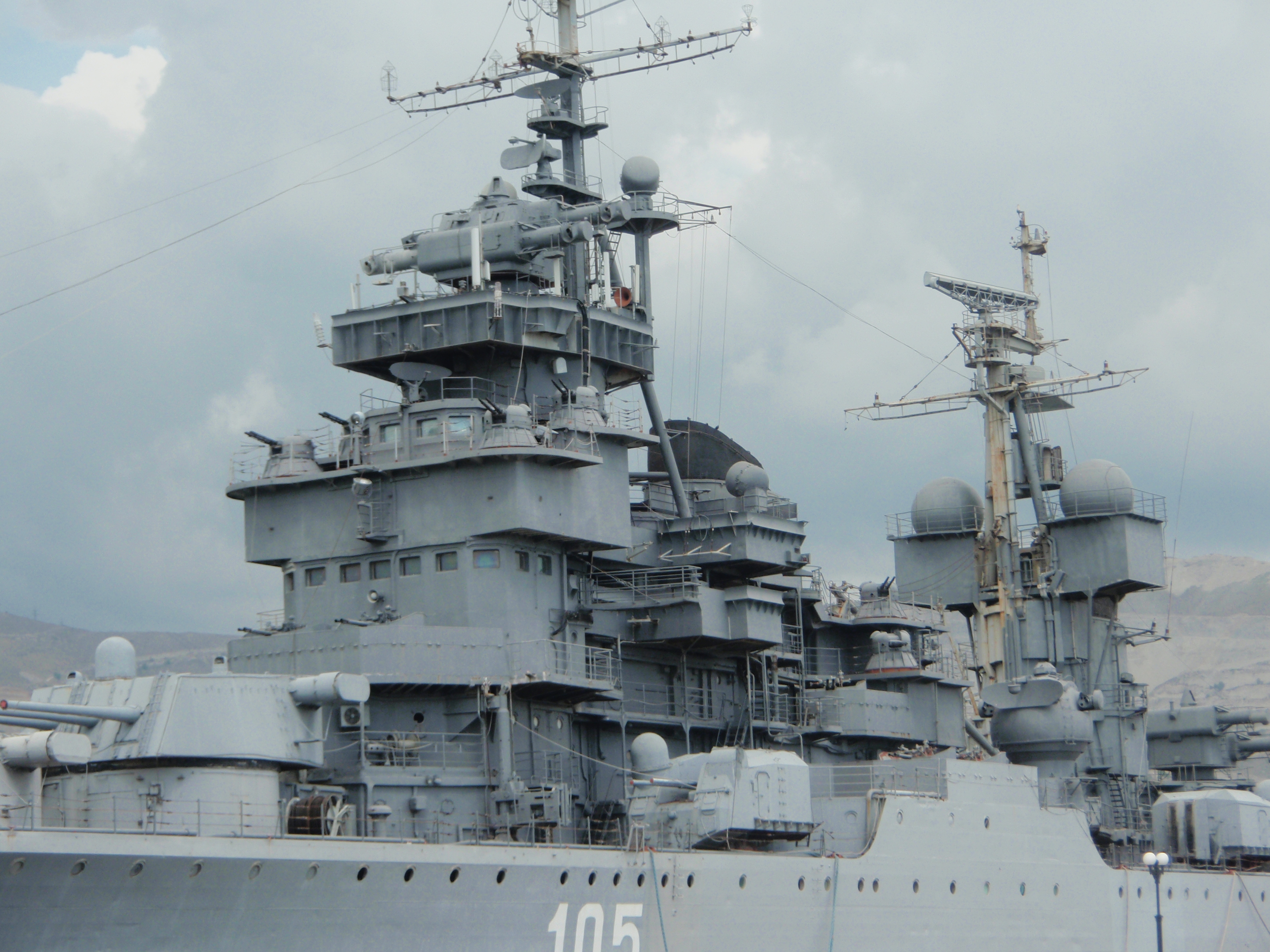
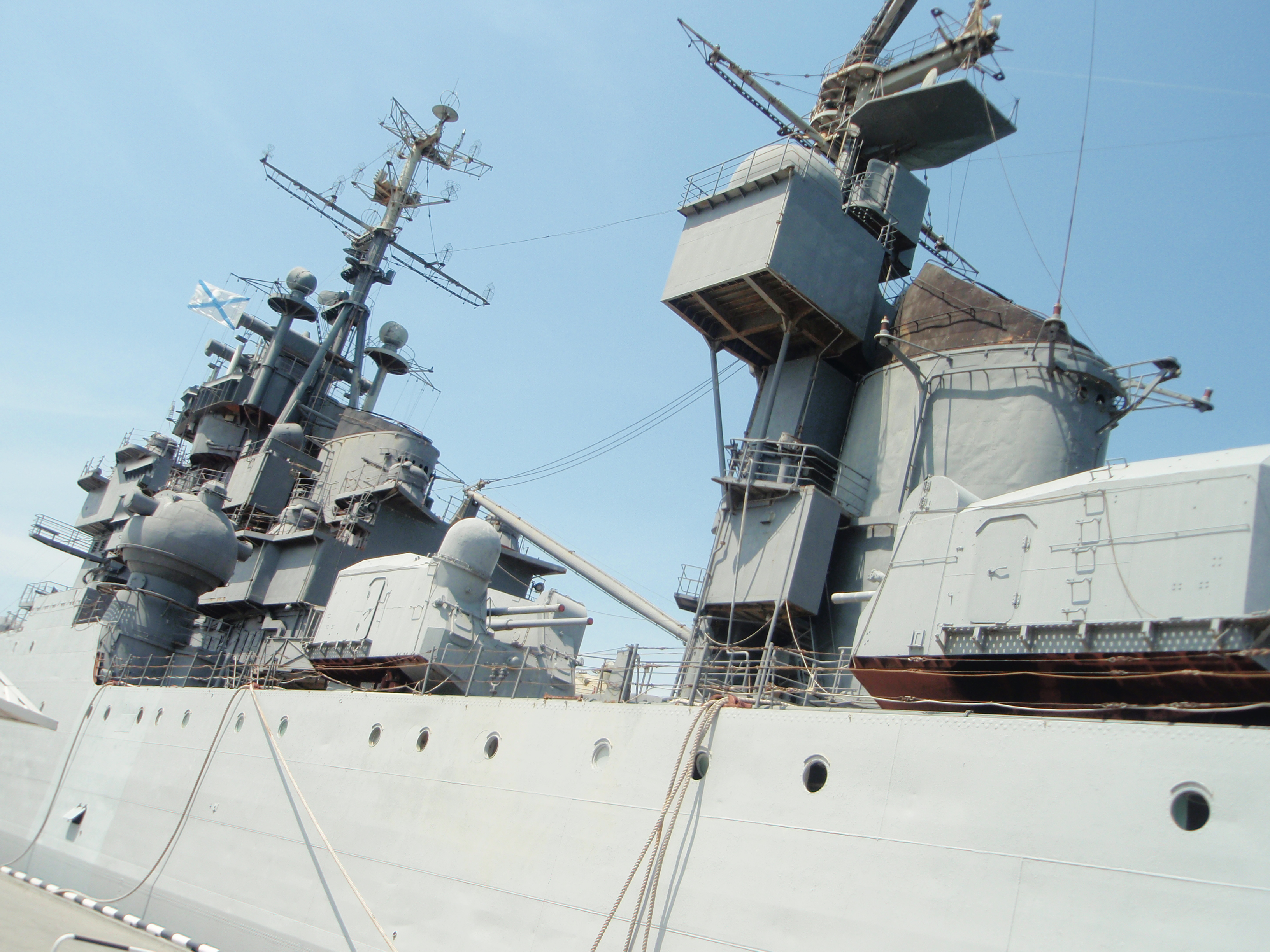
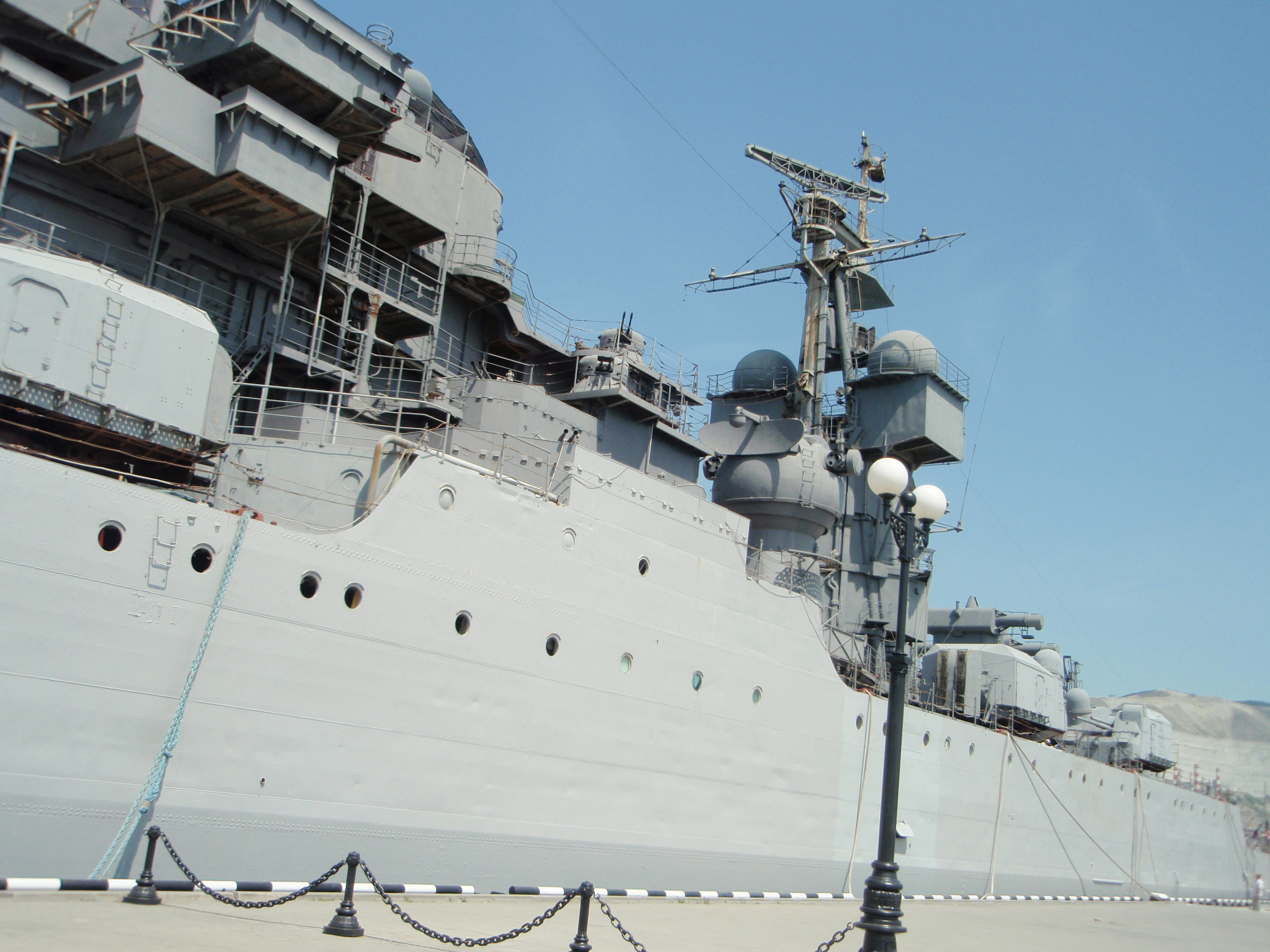
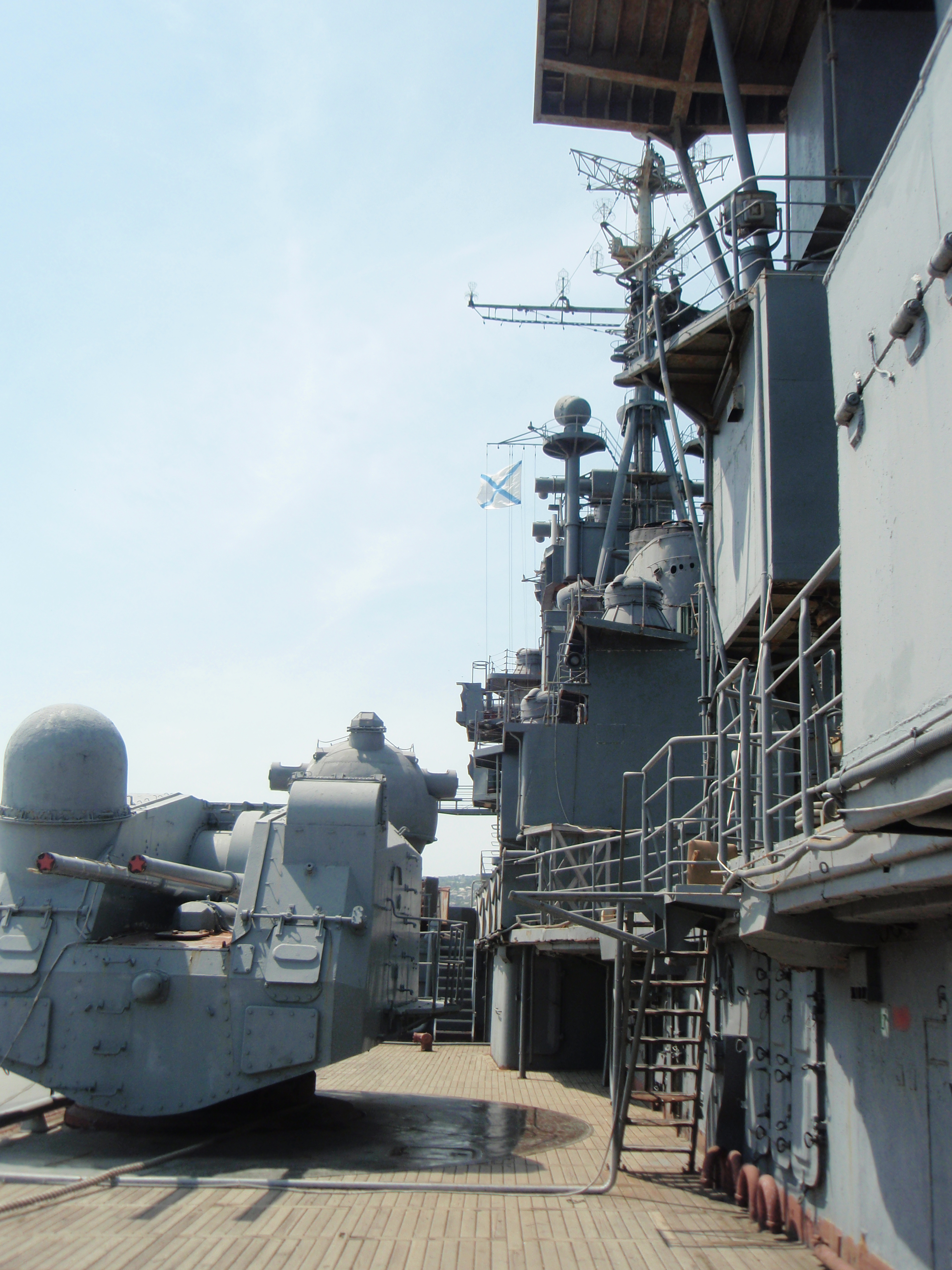
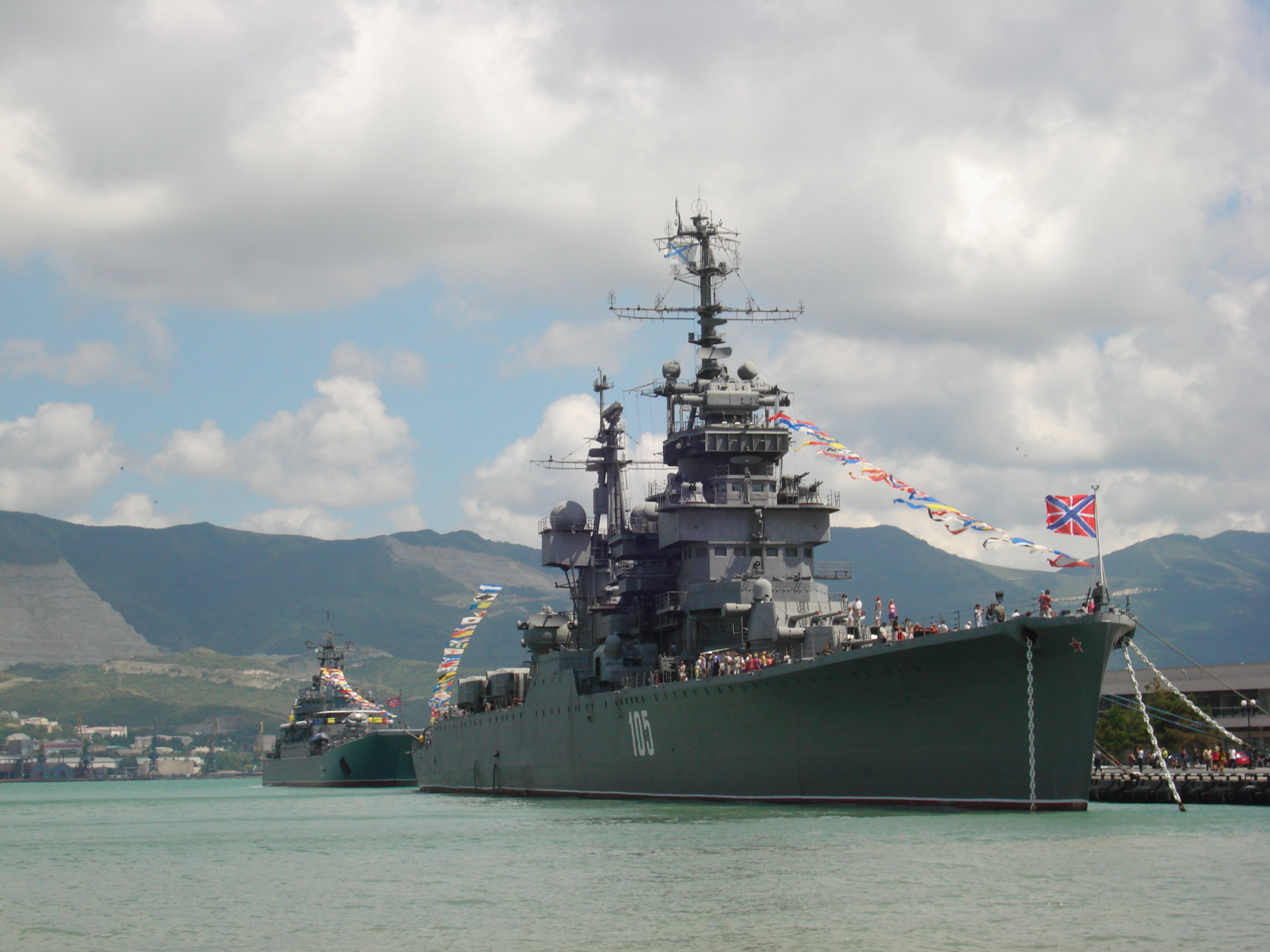
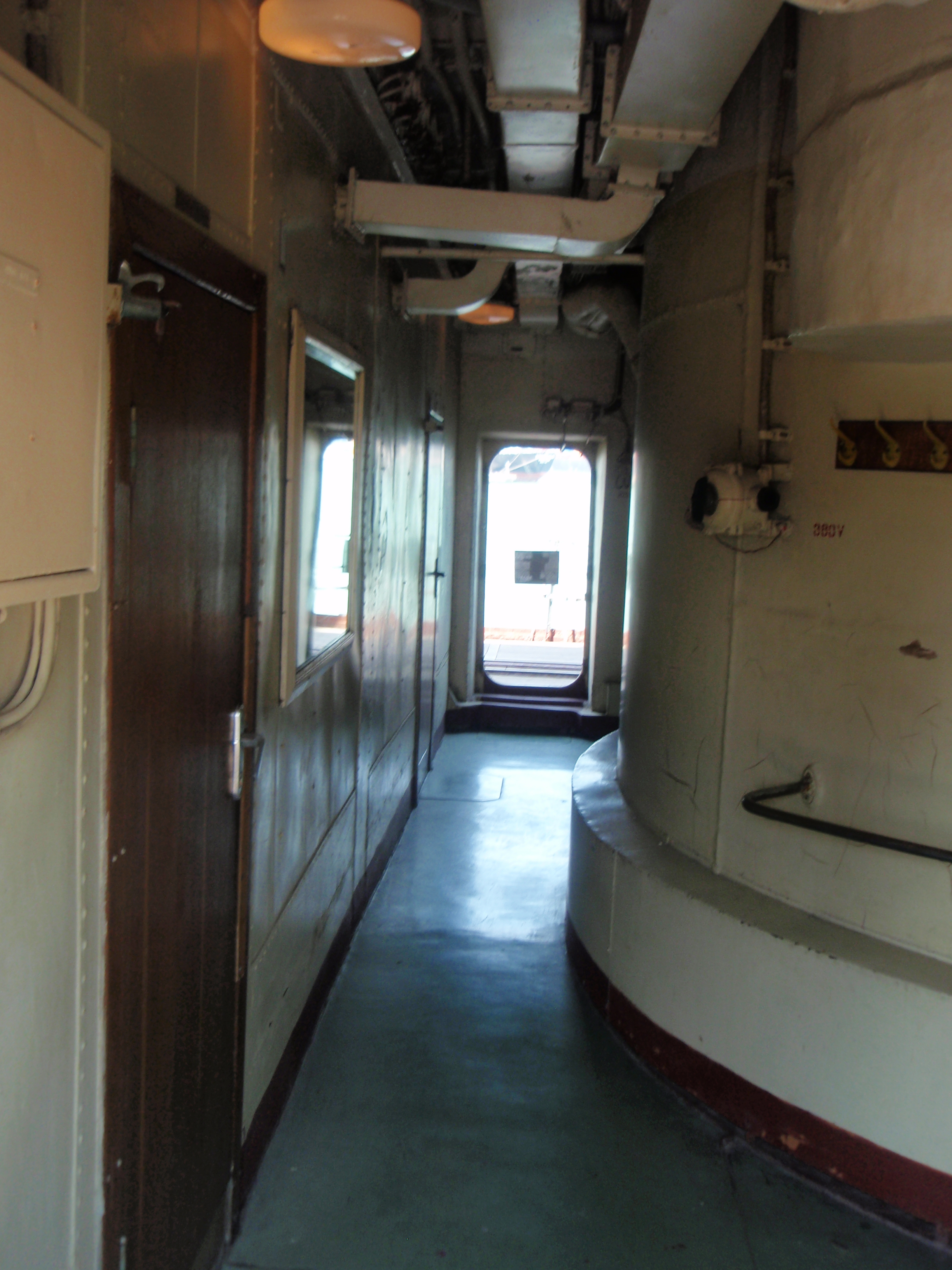
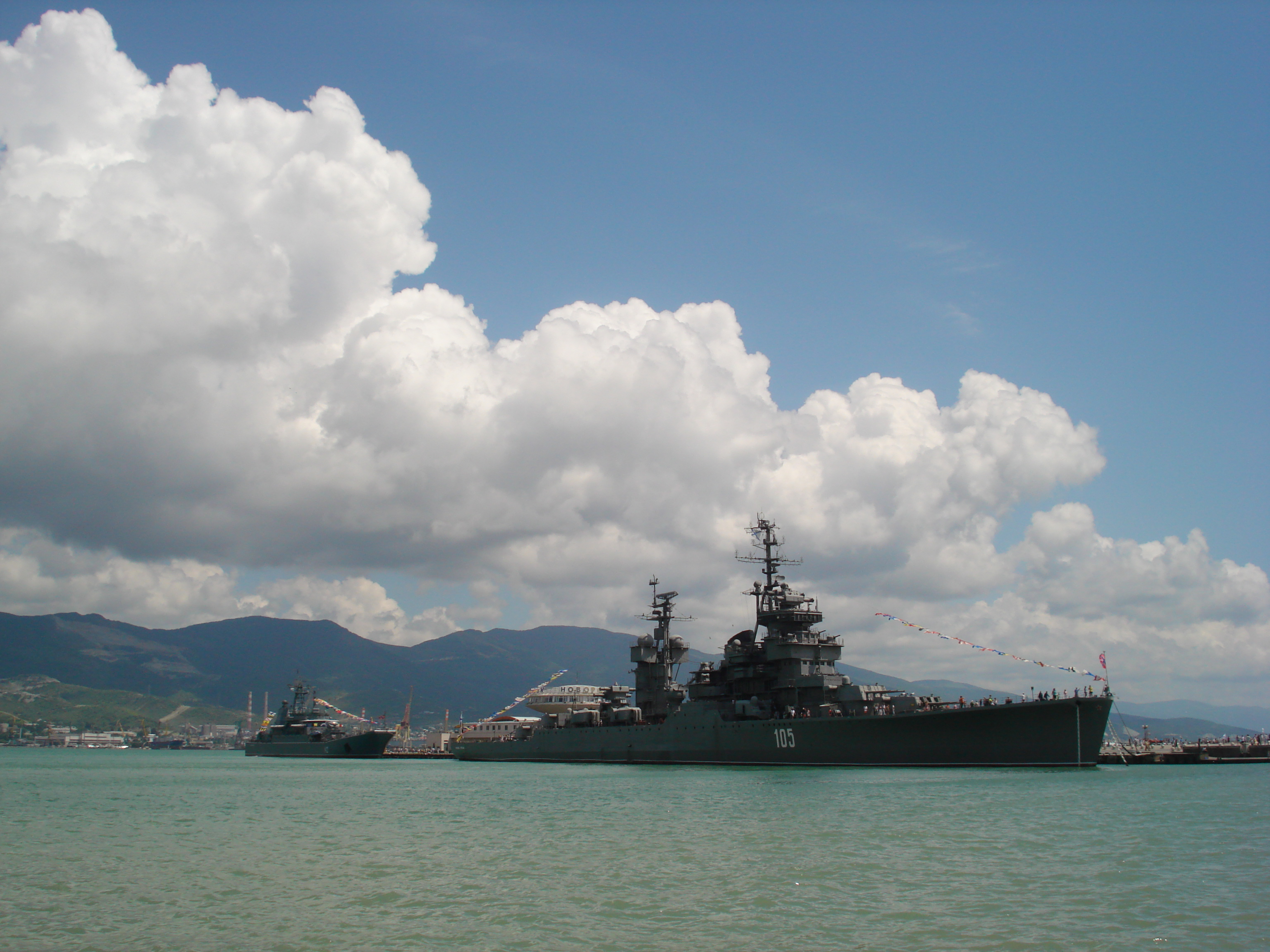
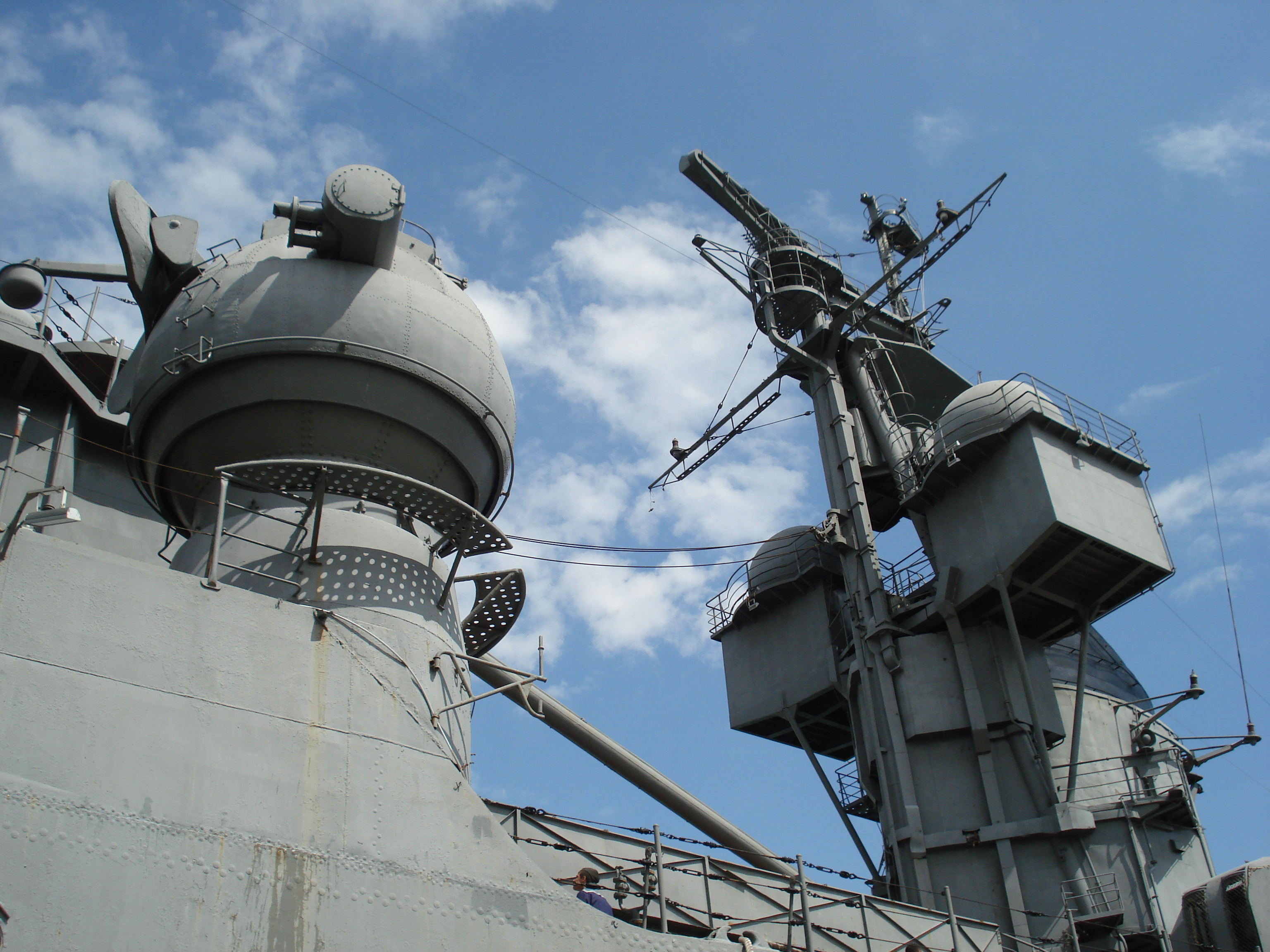
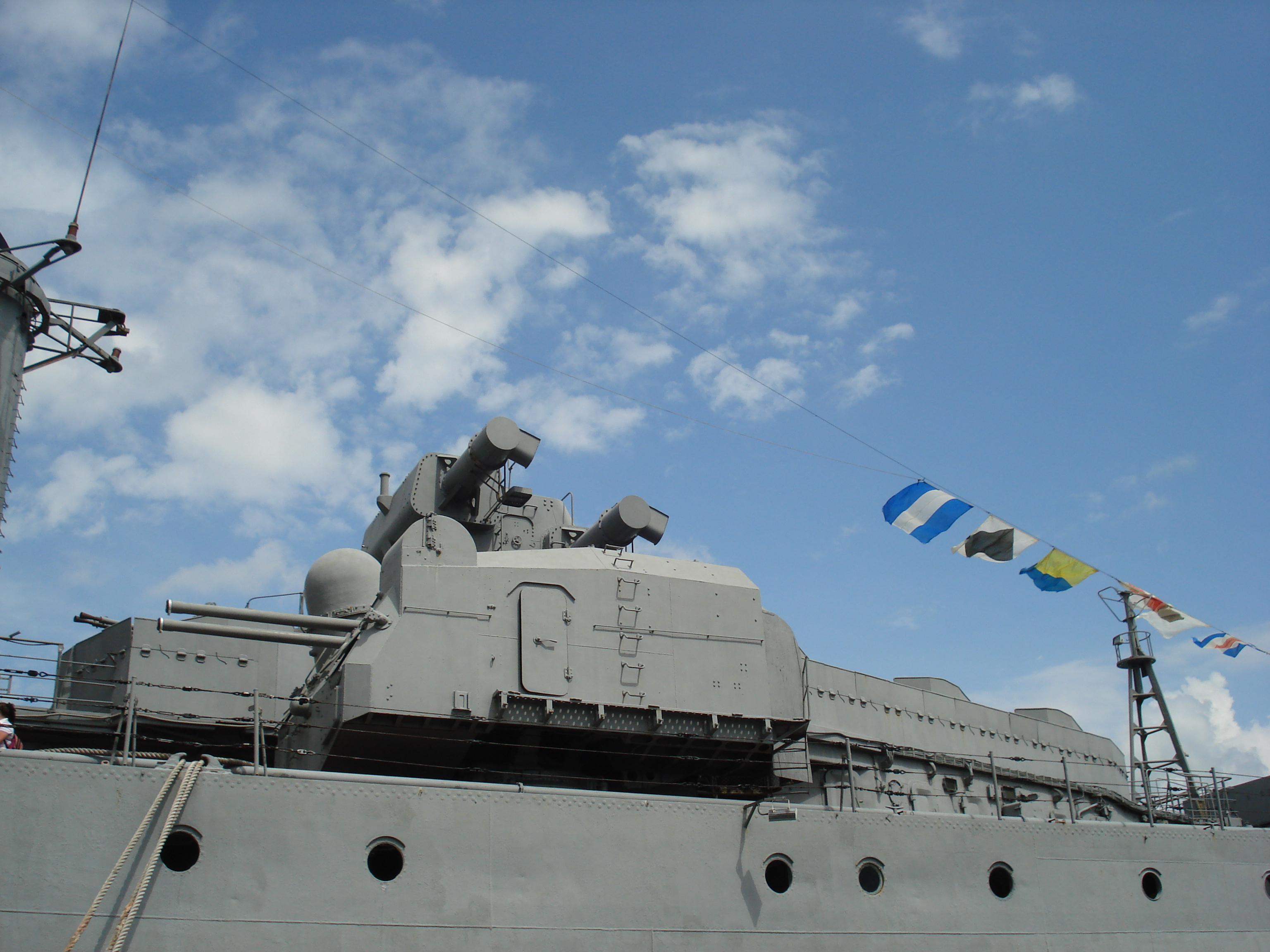